# Jänner Rally 2013
De Jänner Rally 2013, officieel 30. Internationale Jänner Rallye, was de 30ste editie van de Jänner Rally en de eerste ronde van het Europees Kampioenschap Rally in 2013 dat georganiseerd wordt door de Fédération Internationale de l'Automobile (FIA). De start en finish vond plaats in de Oostenrijkse stad Freistadt.

## Verslag
De openingsronde van het vernieuwde Europese kampioenschap zag een intense strijd tussen Škoda-fabrieksrijder Jan Kopecký en Bryan Bouffier in een privé-ingeschreven Peugeot 207 S2000. Wisselende weersomstandigheden op de eerste dag beïnvloedden het klassement nogal, al was het uiteindelijk de favoriet voor de eindoverwinning Kopecký die aan het einde van de dag bovenaan te vinden was op de eerste stek. Op dag twee leek hij de wedstrijd te controleren, totdat hij halverwege een lekke band reed en terugviel naar een derde plaats. Bouffier, die de gehele rally het tempo van Kopecký goed kon bijbenen nam de leiding vervolgens over. De twee slotklassementsproeven zorgden echter voor een spannende climax, waarin Kopecký uiteindelijk een achterstand van bijna een halve minuut wist goed te maken op Bouffier, om uiteindelijk de rally te winnen met een verschil van slechts 0,5 seconden op de Fransman, die zich genoegen moest doen met een tweede plaats. Het podium werd gecompleteerd door thuisrijder Raimund Baumschlager.

## Route
| Dag    | Datum              | Klassementsproeven | Competitieve afstand |
| ------ | ------------------ | ------------------ | -------------------- |
| 1      | Vrijdag 4 januari  | 10                 | 139,28 kilometer     |
| 2      | Zaterdag 5 januari | 8                  | 109,18 kilometer     |
|        |                    |                    |                      |
| Totaal | Totaal             | 18                 | 248,46 kilometer     |

## Resultaten
| Top tien klassement | Top tien klassement | Top tien klassement        | Top tien klassement               | Top tien klassement | Top tien klassement | Top tien klassement       | Top tien klassement       |
| Pos.                | Nr.                 | Rijder                     | Auto                              | Gr.                 | Tijd                | Eerste                    | Punten                    |
| Pos.                | Nr.                 | Navigator                  | Inschrijving                      | Ca.                 | Straftijd           | Vorige                    | Punten                    |
| ------------------- | ------------------- | -------------------------- | --------------------------------- | ------------------- | ------------------- | ------------------------- | ------------------------- |
| 1.                  | 1                   | Jan Kopecký                | Škoda Fabia S2000                 | 2                   | 2:35.45,3           | 0.00                      | 38                        |
| 1.                  | 1                   | Pavel Dresler              | Škoda Motorsport                  | 2                   |                     | =                         | 38                        |
| 2.                  | 2                   | Bryan Bouffier             | Peugeot 207 S2000                 | 2                   | 2:35.45,8           | + 0,5                     | 31                        |
| 2.                  | 2                   | Olivier Fournier           | Ateneo                            | 2                   |                     | + 0,5                     | 31                        |
| 3.                  | 5                   | Raimund Baumschlager       | Škoda Fabia S2000                 | 2                   | 2:37.03,4           | + 1.18,1                  | 23                        |
| 3.                  | 5                   | Klaus Wicha                | Baumschlager Rallye & Racing      | 2                   |                     | + 1.17,6                  | 23                        |
| 4.                  | 9                   | Vacláv Pech                | Mini John Cooper Works 1.6T S2000 | 2                   | 2:38.32,3           | + 2.47,0                  | 20                        |
| 4.                  | 9                   | Petr Uhel                  | EuroOil Invelt Team               | 2                   |                     | + 1.28,9                  | 20                        |
| 5.                  | 8                   | Beppo Harrach              | Mitsubishi Lancer Evo IX R4       | 2                   | 2:39.17,1           | + 3.31,8                  | 16                        |
| 5.                  | 8                   | Leopold Weisersheimb       | DiTech Racing Team                | 2                   |                     | + 44,8                    | 16                        |
| 6.                  | 12                  | Kajetan Kajetanowicz       | Subaru Impreza STi R4             | 2                   | 2:39.18,2           | + 3.32,9                  | 12                        |
| 6.                  | 12                  | Jaroslaw Baran             | Lotos Team                        | 2                   |                     | + 1,1                     | 12                        |
| 7.                  | 3                   | François Delecour          | Peugeot 207 S2000                 | 2                   | 2:41.06,5           | + 5.21,2                  | 10                        |
| 7.                  | 3                   | Dominique Savignoni        | Kronos Racing                     | 2                   | 1.10                | + 1.48,3                  | 10                        |
| 8.                  | 18                  | Jaroslav Orsák             | Mitsubishi Lancer Evo IX          | 3                   | 2:42.19,0           | + 6.33,7                  | 4                         |
| 8.                  | 18                  | David Šmeidler             | Orsák Rallysport                  | 3                   |                     | + 1.12,5                  | 4                         |
| 9.                  | 15                  | Jaromír Tarabus            | Škoda Fabia S2000                 | 2                   | 2:43.41,3           | + 7.56,0                  | 2                         |
| 9.                  | 15                  | Daniel Trunkát             | AK Rallysport Brno                | 2                   | 1.40                | + 1.22,3                  | 2                         |
| 10.                 | 6                   | Pavel Valoušek             | Peugeot 207 S2000                 | 2                   | 2:43.57,1           | + 8.11,8                  | 1                         |
| 10.                 | 6                   | Lukáš Kostka               | Delimax Czech National Team       | 2                   |                     | + 15,8                    | 1                         |
| Niet aan de finish  |                     |                            |                                   |                     |                     |                           |                           |
| Pos.                | Nr.                 | Rijder                     | Auto                              | Gr.                 | KP                  | Reden                     | Reden                     |
| Pos.                | Nr.                 | Navigator                  | Inschrijving                      | Ca.                 | KP                  | Reden                     | Reden                     |
| NF                  | 7                   | Antonín Tlusťák            | Škoda Fabia S2000                 | 2                   | 11                  | Medische redenen          | Medische redenen          |
| NF                  | 7                   | Jan Škaloud                | GPD Mit Metal Racing Team         | 2                   | 11                  | Medische redenen          | Medische redenen          |
| NF                  | 10                  | Michał Sołowow             | Peugeot 207 S2000                 | 2                   | 9                   | Elektrisch                | Elektrisch                |
| NF                  | 10                  | Maciej Baran               | Synthos Cersanit Rally Team       | 2                   | 9                   | Elektrisch                | Elektrisch                |
| NF                  | 11                  | Jan Černý                  | Škoda Fabia S2000                 | 2                   | 18                  | Differentieel             | Differentieel             |
| NF                  | 11                  | Pavel Kohout               | Czech National Team               | 2                   | 18                  | Differentieel             | Differentieel             |
| NF                  | 17                  | Kris Rosenberger           | Volkswagen Polo S2000             | 2                   | 4                   | Mechanisch                | Mechanisch                |
| NF                  | 17                  | Tina-Maria Monego          | Volkswagen Motorsport Austria     | 2                   | 4                   | Mechanisch                | Mechanisch                |
| NF                  | 19                  | Martin Semerád             | Mitsubishi Lancer Evo IX          | 3                   | 9                   |                           |                           |
| NF                  | 19                  | Jakub Kotál                | Semerád Rally Team                | 3                   | 9                   |                           |                           |
| EX                  | 20                  | Hermann Gassner            | Mitsubishi Lancer Evo X           | 3                   | 0                   | Uitgesloten - homologatie | Uitgesloten - homologatie |
| EX                  | 20                  | Karin Thannhäuser          | Kathrein Renn- und Rallye Team    | 3                   | 0                   | Uitgesloten - homologatie | Uitgesloten - homologatie |
| NF                  | 22                  | Mario Saibel               | Mitsubishi Lancer Evo X R4        | 2                   | 1                   | Mechanisch                | Mechanisch                |
| NF                  | 22                  | Ursula Mayrhofer           | Mitsubishi Ralliart Austria       | 2                   | 1                   | Mechanisch                | Mechanisch                |
| NF                  | 23                  | Frigyes Turán              | Subaru Impreza STi R4             | 2                   | 1                   | Ongeluk                   | Ongeluk                   |
| NF                  | 23                  | Gábor Zsiros               | Turán Motorsport SE               | 2                   | 1                   | Ongeluk                   | Ongeluk                   |
| NF                  | 24                  | Anatoliy Shimakovskiy      | Subaru Impreza WRX STi            | 3                   | 17                  | Motor                     | Motor                     |
| NF                  | 24                  | Alexey Krektun             | Anatoliy Shimakovskiy             | 3                   | 17                  | Motor                     | Motor                     |
| NF                  | 26                  | Ernst Haneder              | Mitsubishi Lancer Evo IX          | 3                   | 4                   | Motor                     | Motor                     |
| NF                  | 26                  | Daniela Ertl-Weissengruber | Rallye Club Team Mühlviertel      | 3                   | 4                   | Motor                     | Motor                     |

## Statistieken

#### Klassementsproeven
| Dag       | KP | Starttijd | Naam                            | Lengte   | Winnaar              | Tijd    | Gem. snelheid | Rally leider         |
| --------- | -- | --------- | ------------------------------- | -------- | -------------------- | ------- | ------------- | -------------------- |
| 1 (4 jan) | 1  | 8:21      | Pierbach 1                      | 18,99 km | Jan Kopecký          | 13:08,7 | 86,7 km/u     | Jan Kopecký          |
| 1 (4 jan) | 2  | 9:24      | Liebenau 1                      | 10,22 km | Raimund Baumschlager | 7:14,6  | 84,7 km/u     | Jan Kopecký          |
| 1 (4 jan) | 3  | 10:10     | St. Oswald 1                    | 8,68 km  | Jaroslav Orsák       | 5:57,1  | 87,5 km/u     | Jan Kopecký          |
| 1 (4 jan) | 4  | 12:06     | Pierbach 2                      | 18,99 km | Bryan Bouffier       | 13:08,5 | 85,6 km/u     | Jan Kopecký          |
| 1 (4 jan) | 5  | 13:09     | Liebenau 2                      | 10,22 km | Raimund Baumschlager | 6:25,6  | 95,4 km/u     | Raimund Baumschlager |
| 1 (4 jan) | 6  | 13:55     | St. Oswald 2                    | 8,68 km  | Bryan Bouffier       | 4:57,8  | 104,9 km/u    | Jan Kopecký          |
| 1 (4 jan) | 7  | 15:52     | Pregarten 1                     | 8,80 km  | Jan Kopecký          | 4:33,5  | 115,8 km/u    | Jan Kopecký          |
| 1 (4 jan) | 8  | 16:35     | Schönau - St. Leonhard 1        | 22,95 km | Bryan Bouffier       | 14:21,3 | 95,9 km/u     | Jan Kopecký          |
| 1 (4 jan) | 9  | 18:47     | Pregarten 2                     | 8,80 km  | Vacláv Pech          | 4:52,0  | 108,5 km/u    | Jan Kopecký          |
| 1 (4 jan) | 10 | 19:30     | Schönau - St. Leonhard 2        | 22,95 km | Jan Kopecký          | 14:09,4 | 97,3 km/u     | Jan Kopecký          |
|           |    |           |                                 |          |                      |         |               | Jan Kopecký          |
| 2 (5 jan) | 11 | 7:38      | Gutau 1                         | 8,27 km  | Jan Kopecký          | 4:38,5  | 109,6 km/u    | Jan Kopecký          |
| 2 (5 jan) | 12 | 8:35      | Unterweißenbach 1               | 13,53 km | Bryan Bouffier       | 8:16,2  | 98,2 km/u     | Jan Kopecký          |
| 2 (5 jan) | 13 | 9:10      | Arena Königswiesen 1            | 7,79 km  | Raimund Baumschlager | 5:09,8  | 90,5 km/u     | Jan Kopecký          |
| 2 (5 jan) | 14 | 11:23     | Gutau 2                         | 8,27 km  | Jan Kopecký          | 4:42,5  | 105,4 km/u    | Jan Kopecký          |
| 2 (5 jan) | 15 | 12:20     | Unterweißenbach 2               | 13,53 km | Beppo Harrach        | 8:40,2  | 93,6 km/u     | Bryan Bouffier       |
| 2 (5 jan) | 16 | 12:55     | Arena Königswiesen 2            | 7,79 km  | Kajetan Kajetanowicz | 5:23,3  | 86,7 km/u     | Bryan Bouffier       |
| 2 (5 jan) | 17 | 13:49     | Bad Zell - Tragwein - Aisttal 1 | 25,00 km | Jan Kopecký          | 13:27,2 | 111,5 km/u    | Bryan Bouffier       |
| 2 (5 jan) | 18 | 16:07     | Bad Zell - Tragwein - Aisttal 2 | 25,00 km | Jan Kopecký          | 13:42,0 | 109,5 km/u    | Jan Kopecký          |

#### KP-overwinningen
| Rijder               | Aantal |
| -------------------- | ------ |
| Jan Kopecký          | 7      |
| Bryan Bouffier       | 4      |
| Raimund Baumschlager | 3      |
| Beppo Harrach        | 1      |
| Kajetan Kajetanowicz | 1      |
| Jaroslav Orsák       | 1      |
| Vacláv Pech          | 1      |

## Kampioenschapstanden

#### Rijders
| Pos. | Rijder               | Ptn. |
| ---- | -------------------- | ---- |
| 1    | Jan Kopecký          | 38   |
| 2    | Bryan Bouffier       | 31   |
| 3    | Raimund Baumschlager | 23   |
| 4    | Vacláv Pech          | 20   |
| 5    | Beppo Harrach        | 16   |

- Noot: Enkel de top vijf posities worden in de stand weergegeven.